# Il treno crociato
Pour plus de détails, voir Fiche technique et Distribution.
Il treno crociato (littéralement Le train crucifié) est un film de guerre dramatique italien sorti en 1943, réalisé par Carlo Campogalliani. Ce film est classé dans le cinéma de propagande fasciste.

## Synopsis
Un lieutenant de sapeurs blessé sur le front de l'Est et hospitalisé dans un train-hôpital raconte la relation qu'il a eue au village, par laquelle il est devenu père. Divers épisodes illustrent la vie du train-hôpital. Une alerte aérienne oblige le train à s'arrêter justement là où habite le lieutenant blessé. Sa mère, bien que récalcitrante, finit par accepter la femme aimée de son fils et son enfant. Dans le chaos de l'attaque, la panique se répand dans le train.

## Fiche technique
- Titre original italien : Il treno crociato
- Réalisation : Carlo Campogalliani
- Scénario : Alessandro De Stefani, Gian Bistolfi, Alberto Salvi, Carlo Campogalliani
- Genre : dramatique, film de guerre, romantique
- Musique : Costantino Ferri
- Production : Scalera Film, Superba Film Genova
- Montage : Eraldo Da Roma
- Durée : 75 minutes
- Photographie : Leonida Barboni
- Format d'image : Noir et blanc
- Décors : Amleto Bonetti
- Pays de production :  Royaume d'Italie
- Date de sortie en salles : 8 avril 1943

## Distribution
- Rossano Brazzi : lieutenant Alberto Lauri
- María Mercader : Clara
- Cesare Fantoni : médecin capitaine Bianchi
- Beatrice Mancini : Adele Gerini, bénévole de la Croix-Rouge
- Carlo Romano : Stefano Pucci, responsable
- Ada Dondini :  mère d'Alberto
- Ugo Sasso : Mario Morelli
- Elio Marcuzzo : Luigi Rovelli
- Leo Garavaglia : prêtre
- Renzo Merusi : Sallustri
- Piero Pastore : Corsi, dit Lance-flamme
- Dina Romano : Irma
- Umberto Sacripante : mutilé
- Edda Soligo : Donata, bénévole de la Croix-Rouge
- Silvia Melandri : Rosina
- Paolo Stoppa : blessé avec le chien
- Adele Garavaglia : mamie à l'hospice
- Checco Durante : chef cuisinier
- Renato Malavasi : aide cuisinier
- Ciro Berardi : hôte
- Renato Chiantoni : Vincenzo, un paysan
- Vasco Creti : un soldat
- Vittorio Duse : un soldat
- Paolo Ferrara : un facteur
- Aldo Pini : un fantassin du chœur à l'hospice
- Fedele Gentile